# Cronologia de Jesus

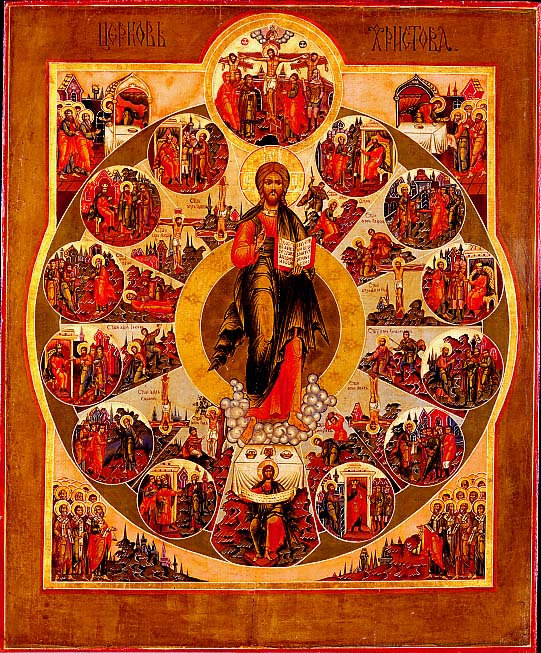
Ícone Medieval russo representando a Vida de Cristo

A cronologia de Jesus procura estabelecer uma linha do tempo entre os principais eventos da vida de Jesus. Os evangelhos cristãos, foram escritos na sua essência em um formato de documento teológico ao invés de crônicas narrativas e seus autores mostravam pouco interesse em manter uma cronologia precisa da vida de Jesus. Entretanto, é possível estabelecer uma relação entre documentos judeus e greco-romanos com os relatos do Novo Testamento, possibilitando estimar as datas dos acontecimentos mais importantes da vida de Jesus.
Duas metodologias têm sido utilizadas para estimar o ano de nascimento de Jesus, a primeira, baseada nos relatos de seu nascimento nos evangelhos e uma segunda, traçando uma retrospectiva, tendo como base a idade indicada do início de sua pregação. A maioria dos estudiosos dessa teoria admitem como o ano de nascimento entre 6 e 4 a.C. Três detalhes são utilizados para estimar o ano que Jesus iniciou sua pregação: uma menção de sua idade durante um ano específico no reinado de Tibério, a data da construção do Templo de Jerusalém e a morte de João Batista. Os acadêmicos estimam que Jesus iniciou sua pregação e reuniu seus seguidores entre os anos 27 e 29 d.C., continuando por pelo menos mais dois ou três anos dependendo da fonte considerada.
Duas abordagens principais são usadas para estimar a data da crucificação de Jesus. Uma utiliza fontes não-cristãs como Flávio Josefo e Tácito. Outra abordagem traça um paralelo entre o bem documentado julgamento do Apóstolo Paulo em Acaia para estimar a data de sua conversão. Os estudiosos, em geral, tendem a concordar que a crucificação de Jesus aconteceu entre os anos 30 e 36 d.C.

## Contexto e linhas gerais

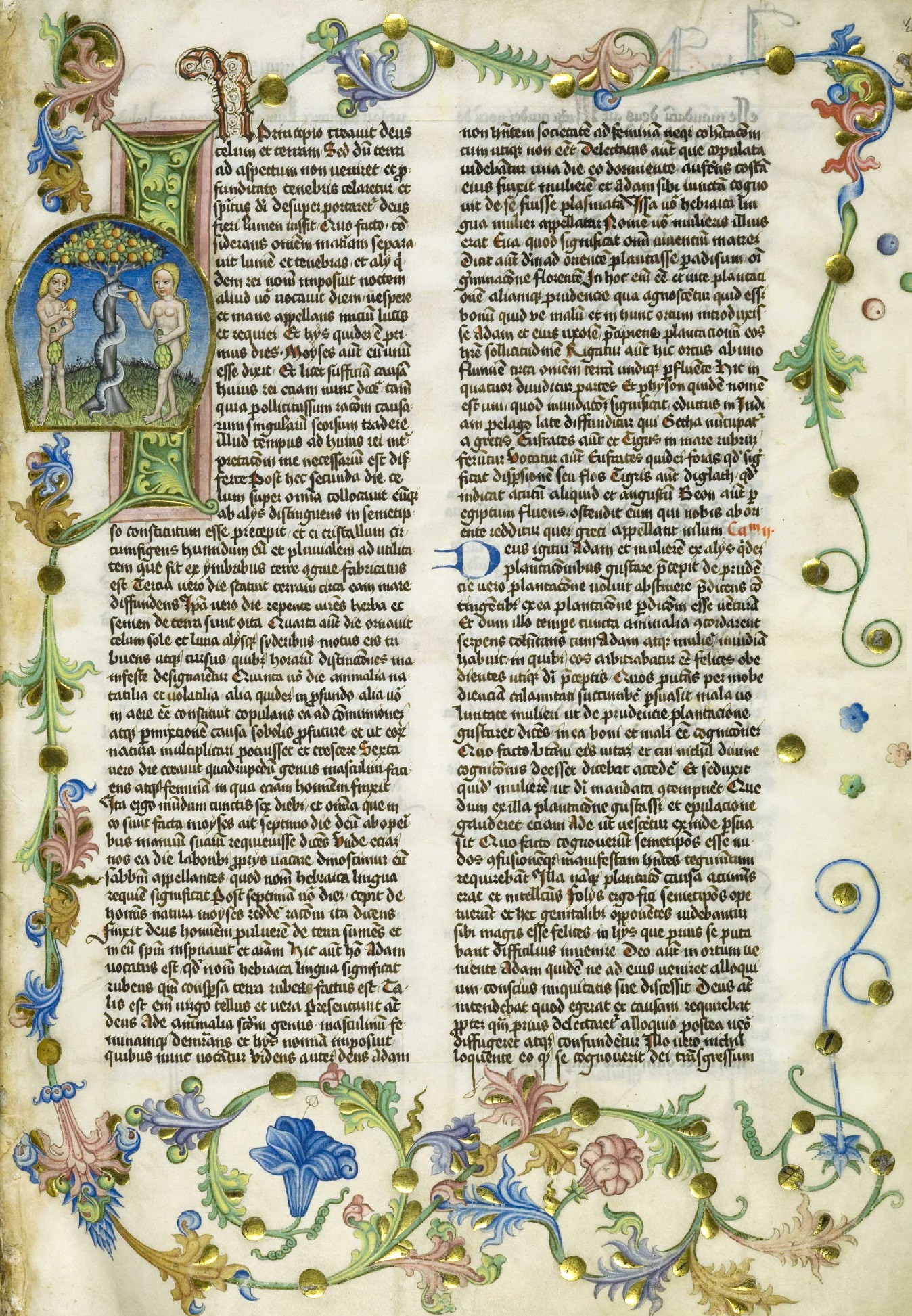
Antiguidades Judaicas por Flávio Josefo, uma fonte da cronologia de Jesus.

Os evangelhos cristãos não têm como objetivo apontar uma lista completa de todos os eventos da vida de Jesus. Eles foram escritos como documentos teológicos no contexto do cristianismo primitivo ao invés de narrativas históricas e seus autores mostram pouco interesse em manter uma cronologia exata da vida de Jesus ou em sincronizar os acontecimentos de sua vida com a história secular da idade. Uma demonstração do fato que os evangelhos foram concebidos como documentos teológicos em detrimento das narrativas históricas é o fato de que cerca de um terço de seu texto é dedicado a apenas setes dias, a última semana da vida de Jesus em Jerusalém.
Embora apresentem poucos detalhes sobre os eventos que possam ser efetivamente datados, é possível estabelecer alguns intervalos entre as datas dos eventos de maior importância de sua vida através da correlação com outras fontes. Um bom número de documentos não-cristãos históricos de fontes greco-romanas e judaicas são utilizados na análise histórica da cronologia de Jesus. De certa forma, a maioria dos historiadores modernos concordam que Jesus existiu e consideram seu batismo e sua crucificação como eventos históricos e que o intervalo aproximado entre essas datas podem ser estimados.
Com o uso desses métodos, a maioria dos estudiosos, estimam que o nascimento de Jesus aconteceu entre os anos 6 e 4 a.C., que sua pregação começou por volta de 27-29 d.C. e durou pelo menos três anos e calculam que a morte de Jesus ocorreu entre os anos 30 e 36 d.C..

## Data de nascimento
As duas abordagens principais para estimar o ano de nascimento de Jesus envolvem a comparação de relatos dos evangelhos canônicos com fontes históricas para determinar um intervalo. Existe ainda um intervalo maior de datas obtidos através de teorias especulativas que também são considerados.

### Relatos do nascimento: Lucas e Mateus

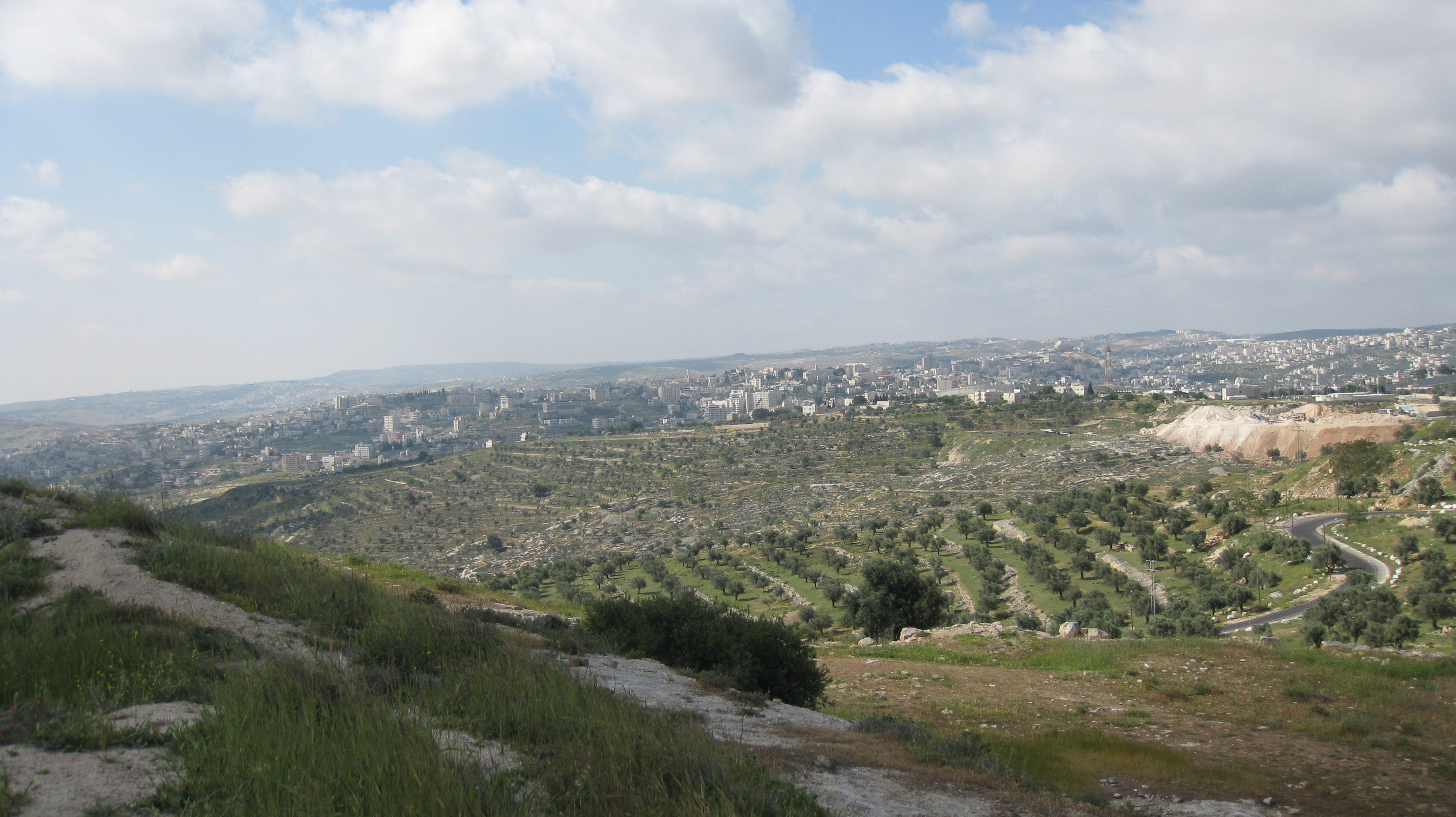
Vista atual de Belém

Uma método para determinar o ano de nascimento de Jesus baseia-se na análise dos relatos do seu nascimento nos Evangelhos de Lucas e Mateus em conjunto com as fontes históricas correspondentes.
A maioria dos acadêmicos não acreditam que os relatos de Lucas e Mateus sobre o nascimento de Jesus sejam historicamente corretos. Por essa razão eles não os consideram como uma forma confiável para determinar o ano de nascimento. Karl Rahner afirma que os autores dos evangelhos geralmente se detêm nos elementos teológicos em detrimento à cronologia histórica. No entanto, Lucas e Mateus associam o nascimento de Jesus com a época de Herodes. Como resultado, os historiadores em geral aceitam que a data de nascimento está entre os anos 6 e 4 a.C. É consenso geral que Herodes morreu em 4 a.C., situando desta forma o nascimento de Jesus antes deste fato.
Uma passagem no Evangelho de Mateus, «E, tendo nascido Jesus em Belém de Judéia, no tempo do rei Herodes» (Mateus 2:1), pode ser um indicativo de que Jesus teria cerca de dois anos na época da visita dos Três Reis Magos, antes da morte de Herodes. Lucas 1:5 menciona o reinado de Herodes pouco antes ao nascimento de Jesus, porém situa o nascimento durante o Censo de Quirino, dez anos depois. Atentos as contradições entre os dois relatos, os historiadores acreditam que Lucas cometeu um erro ao mencionar o censo, embora, tradicionalmente os estudiosos tentem conciliar as duas narrativas.
Os relatos dos evangelhos não mencionam a época do ano que ocorreram os eventos descritos. Entretanto, o relato do Evangelho de Lucas de pastores levando suas ovelhas para pastar nos campos foi levado em consideração para supor que o nascimento ocorreu durante a primavera, verão ou início do outono.
O dia do nascimento de Jesus, celebrado como o Natal, é baseado em uma festividade em vez de uma análise histórica. Nos Séculos I e II, o Dia do Senhor (Domingo) foi uma das primeiras celebrações cristãs e incluia um certo número de temas teológicos. No século II, a Ressurreição de Jesus tornou-se uma festividade separada, como a Páscoa e no mesmo século a Epifania do Senhor passou a ser celebrada nas igrejas do oriente em 6 de janeiro. A festa da Natividade que mais tarde tornou-se o Natal era uma festividade do século IV na tradição cristã ocidental, notoriamente de Roma e do Norte da África, entretanto é incerto onde e quando foi celebrado pela primeira vez.
Uma das primeiras fontes afirmando que 25 de dezembro é a data do nascimento de Jesus é creditada a Hipólito de Roma que chegou a essa conclusão no início do século III baseado no pressuposto de que a concepção de Jesus aconteceu no equinócio da primavera em 25 de março e seu nascimento ocorrera exatamente nove meses depois. No final do século IV João Crisóstomo também concorda com a data de 25 de dezembro, baseando seu argumento no hipótese de que a oferta do incenso em Lucas 1:8–11 foi na verdade a oferta do incenso por um sumo sacerdote no Yom Kipur (início de outubro), e tal como acima, somando-se 15 meses a essa data. Entretanto, essa forma se assemelha mais como a justificativa de uma retrospectiva de uma data escolhida do que a tentativa genuína de determinar a correta data de nascimento.

### Retrospectiva a partir do início da pregação de Jesus

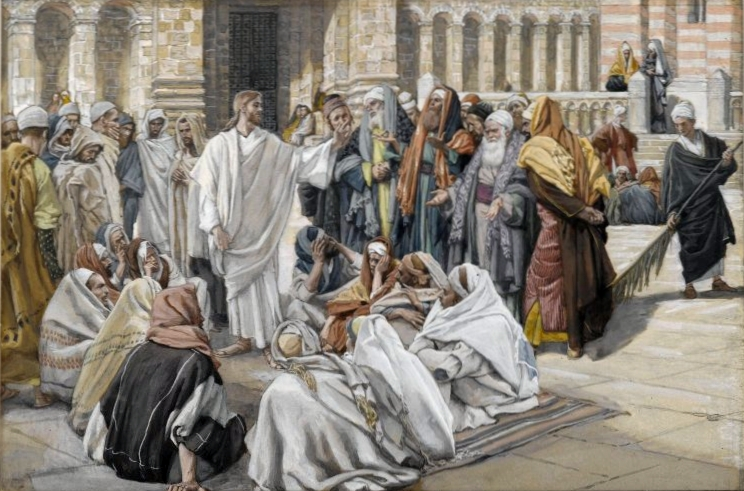
Disputa entre Jesus e os Fariseus, por James Tissot, c. 1890

Outra abordagem para determinar o ano de nascimento é feita a partir da retrospectiva do início da pregação de Jesus, baseada em Lucas 3-23 que diz que ele tinha "quase 30 anos" na época.
O período mais aceito para descrever a época dos trabalhos de João Batista, com base na referência do reinado de Tibério em Lucas 3:1-2 é entre 28-29 d.C., com Jesus começando sua pregação pouco depois. De acordo com João 2:20 o Templo já contava com quarenta e seis anos desde sua construção, sendo assim, os estudiosos estimam que a visita de Jesus ao templo aconteceu entre 27-29 d.C., quando Jesus tinha "quase 30 anos".
Retrocedendo a partir desta data, é possível determinar que Jesus teria nascimento por volta de 1 a.C. No entanto, alguns historiadores calculam que a frase "quase 30 anos" pode ser interpretada como 32 anos, o que ajustaria a data de nascimento com o reinado de Herodes, que morreu em 4 a.C.

## Anos de pregação

### Reinado de Tibério e o Evangelho de Lucas

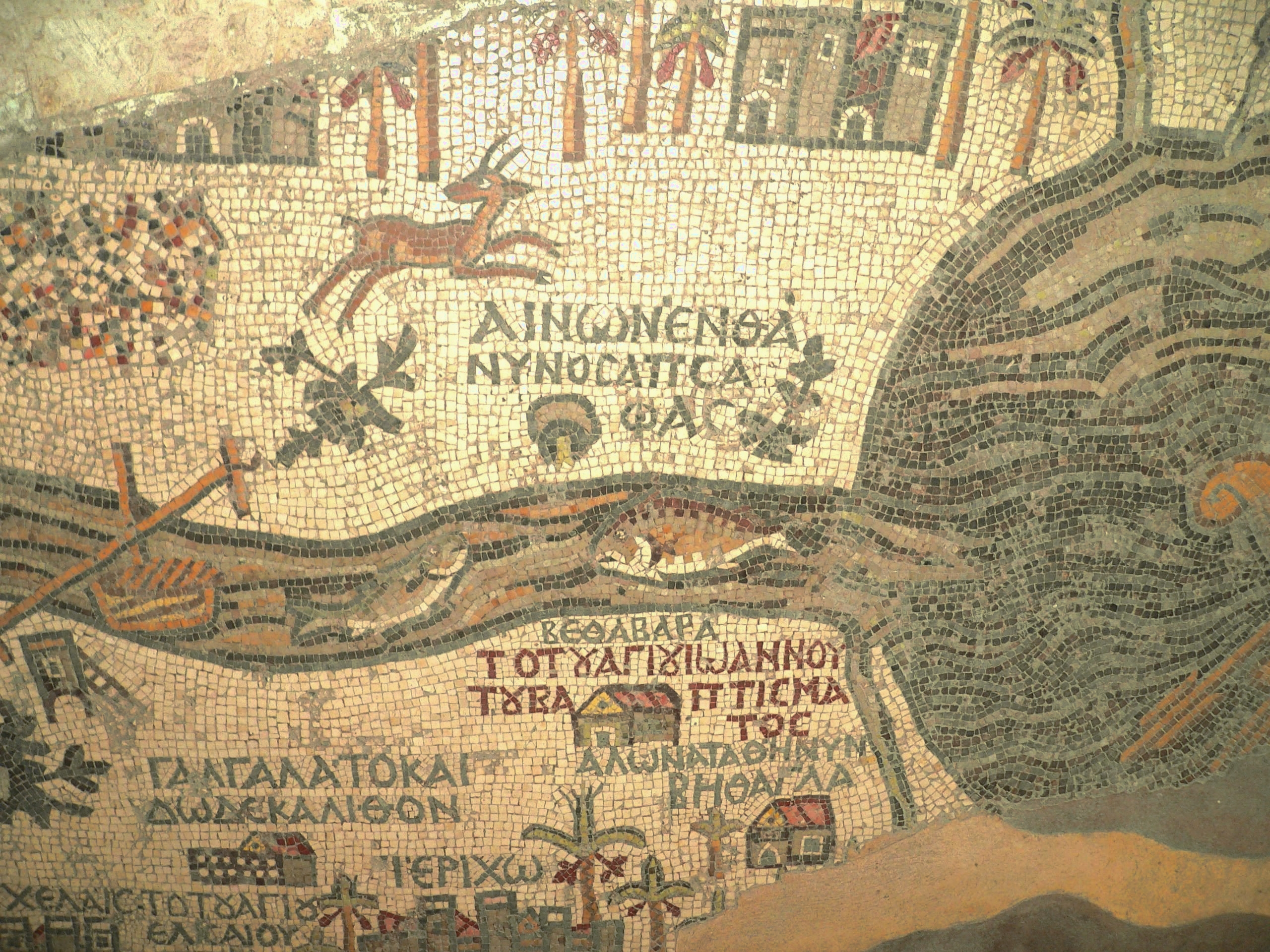
Parte do Mapa de Madaba mostrando Bethabara (Βέθαβαρά), local do batismo de João

Um método para estimar a data do começo do ministério de Jesus é baseada no relato específico do Evangelho de Lucas em Lucas 3:1-2, sobre o ministério de João Batista, o qual precedeu Jesus:

E no ano quinze do império de Tibério César, sendo Pôncio Pilatos presidente da Judeia, e Herodes tetrarca da Galileia, e seu irmão Filipe tetrarca da Ituréia e da província de Traconites, e Lisânias tetrarca de Abilene, Sendo Anás e Caifás sumos sacerdotes, veio no deserto a palavra de Deus a João, filho de Zacarias.

O reinado de Tibério começou após a morte de seu predecessor, Augusto em 14 d.C., mostrando que o ministério de João Batista teve início em 29 d.C.
O Novo Testamento mostra João Batista como o precursor de Jesus e o batismo de Jesus marca o começo de seu ministério.. No seu sermão em Atos 10:37-38, feito na casa de Cornélio, o Centurião, o Apóstolo Pedro se refere ao que "veio por toda a Judeia, começando pela Galileia, depois do batismo que João pregou" e que Jesus andou "fazendo bem"

### Templo de Jerusalém e Evangelho de João

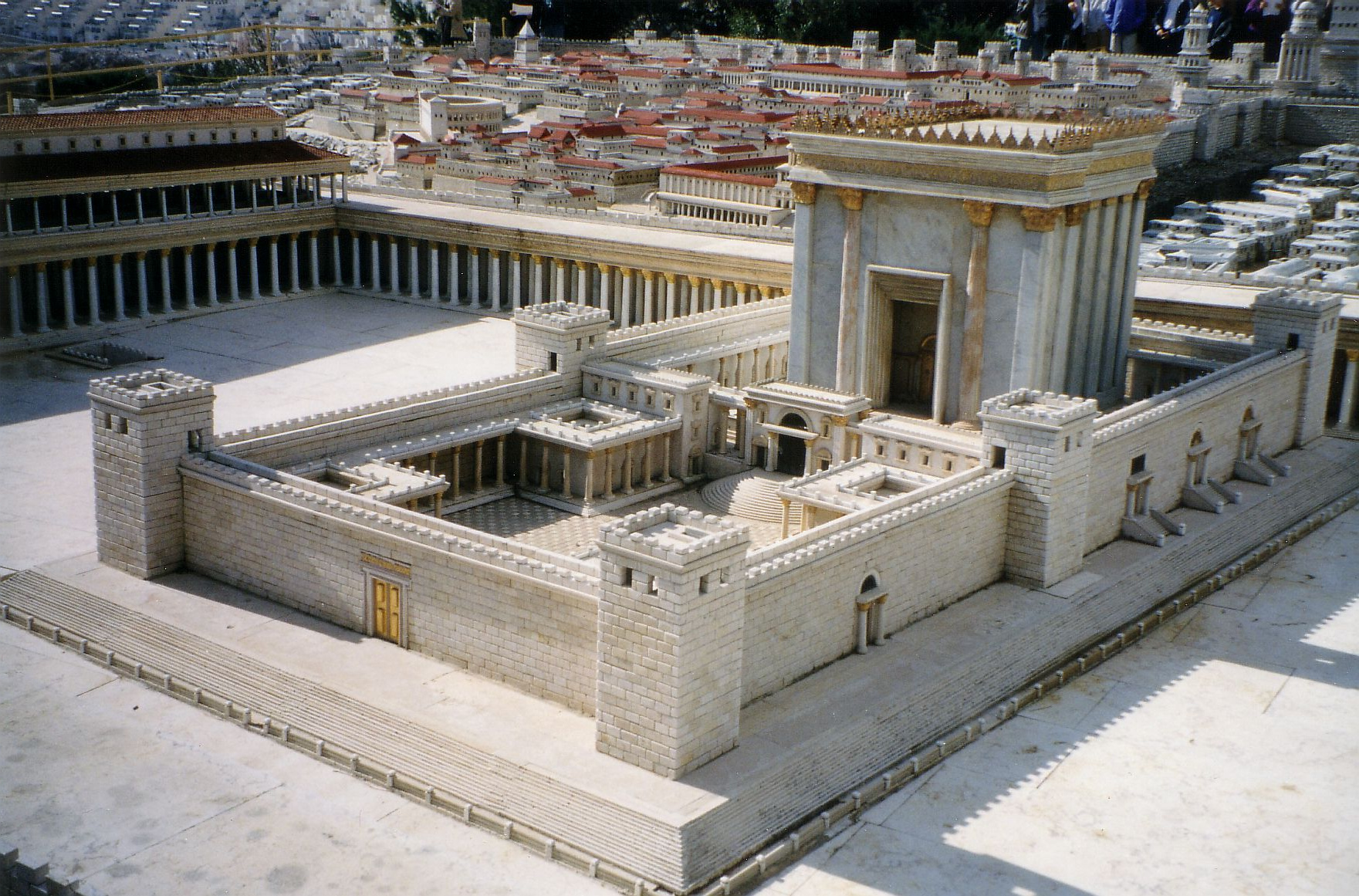
Modelo do Templo de Herodes, no Museu de Israel, citado em John 2:13

Outro método para determinar o começo do ministério de Jesus sem depender dos evangelhos sinópticos pode ser feito através dos relatos do Evangelho de João sobre a visita de Jesus ao Templo de Herodes em Jerusalém com os dados históricos sobre a construção do Templo.
John 2:13 diz que Jesus foi ao Templo em Jerusalém no início de seu ministério e em John 2:20 a Jesus é dito: "Em quarenta e seis anos foi edificado este santuário, e tu o levantarás em três dias?".
O templo de Herodes em Jerusalém foi uma ampla construção localizada no Monte do Templo, que nunca foi completamente finalizada e acabou sendo destruída pelos romanos em 70 D.c. Herodes ficou conhecido como um dos maiores construtores da antiguidade, sendo responsável por erguer cidades como Cesareia Marítima, Sebaste e obras como um grande palácio em Massada, um palácio de verão em Jericó, um palácio fortificado em Herodium.
Flávio Josefo (Ant 15.11.1) relata que a reconstrução do templo teve início no 18º ano do reinado de Herodes. Porém existem algumas incertezas sobre o modo como Flávio se referia e computava essas datas, qual evento marcou o início do reinado de Herodes e qual data se refere ao templo interior ou a subsequente construção. Levando-se em conta que a construção levou quarenta e seis anos, a melhor estimativa dos estudiosos para o início da pregação de Jesus gira por volta do ano 29 D.c.

### Referência de Flávio Josefo a João Batista
Em Antiguidades Judaicas, o historiador Flávio Josefo menciona a prisão e execução de João Batista por Herodes Antipas e que Herodíade  deixou seu marido para se casar com Herodes Antipas, contrariando a lei judaica..

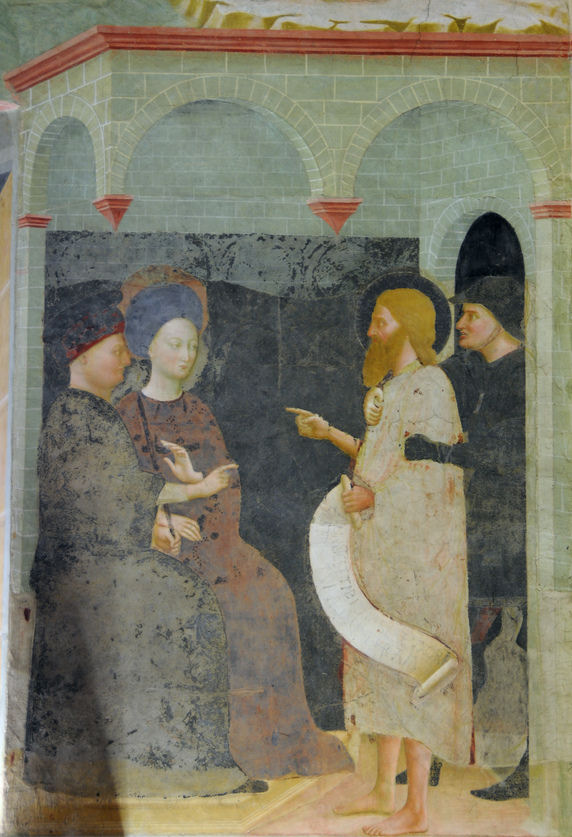
João Batista repreende Herodes. Afresco por Masolino, 1435

Os historiadores concordam que os relatos de Flávio Josefo são autênticos. Sua referência ao casamento entre Herodes e Herodíades, que também é mencionado nos evangelhos estabelece uma relação com os episódios narrados.
No entanto, embora os evangelhos e Flávio mencionem que Herodes Antipas matou João Batista, eles divergem nos detalhes e no motivo do fato, como por exemplo se isto aconteceu em consequência do casamento entre Herodes Antipas e Herodíades (como mencionado em Matthew 14:4, Mark 6:18), ou foi uma medida preventiva de Herodes, o que possivelmente ocorreu antes do casamento para reprimir uma possível revolta com base nos comentários de João, como Flávio sugere em Ant 18.5.2.
O ano exato do casamento de Herodes Antipas e Herodíades é objeto de debate entre os historiadores. Alguns acreditam que o casamento aconteceu entre os anos 27 e 31 D.c, enquanto outros acreditam que seria por volta de 35 D.c, embora esta última data apresente menor apoio dos estudiosos. Em sua análise da vida de Herodes, Harold Hoehner acredita que a prisão de João Batista aconteceu entre 30 e 31 D.c. A International Standard Bible Encyclopedia estima que João Batista morreu entre os anos 31 e 32 D.c.
Flávio afirma (Ant 18.5.2) que a derrota de Herodes Antipas no conflito com Aretas IV da Nabatea foi considerado pelo povo judeu da época uma infelicidade provocada pela execução injusta de João Batista. Uma vez que João Batista foi executado antes da derrota de Herodes frente a Aretas e baseado nas estimativas dos historiadores na data de casamento entre Herodes Antipas e Herodíades, a última fase do ministério de João Batista, assim como partes do ministério de Jesus acontecem no intervalo histórico entre 28 e 35 D.c, tendo este último menor apoio entre os estudiosos.

## Data da morte

### Administração de Pôncio Pilatos

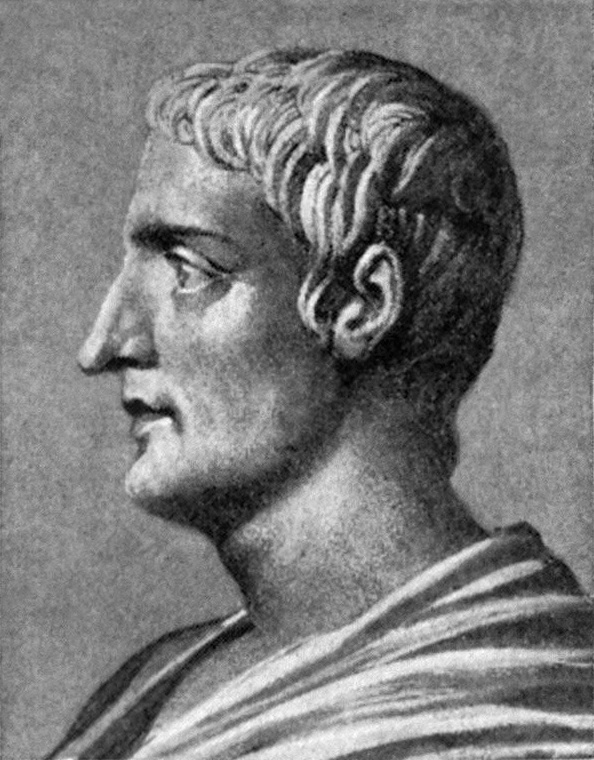
O historiador romano Tácito

Todos os quatro Evangelhos Canônicos concordam que Jesus foi crucificado durante a administração de Pôncio Pilatos, o governador romano da Judeia.
Em Antiguidades Judaicas (escrito por volta de 93 d.C.) Flávio Josefo, afirma (Ant 18.3) que Jesus foi crucificado por ordem de Pilatos. A maioria dos estudiosos concordam, que embora essas citações incluam algumas interpolações cristãs posteriores, ela originalmente possui uma referência a execução de Jesus por Pilatos.
No século II, o historiador romano Tácito em sua obra Anais (Tácito) descreve a perseguição aos cristãos por Nero e afirma (Annals 15.44) que Jesus foi executado sob as ordens de Pilatos, uma referência, geralmente, considerada genuína e com o valor de uma fonte independente.
Pôncio Pilatos foi o governador da Judeia a partir de 26 D.c até ser substituído por Marcelo por volta de 36 a 37 D.c, estabelecendo a data da morte de Jesus entre 26 e 37 D.c.

### Reinado de Herodes Antipas
No Evangelho de Lucas, enquanto Jesus estava na sua corte, Pilatos percebeu que Jesus era um Galileu e como tal estava sob a jurisdição de Herodes Antipas. Uma vez que Herodes estava em Jerusalém na época, Pilatos decidiu enviar Jesus para ser julgado por Herodes.
O episódio somente é descrito no evangelho de Lucas (23:7-15). Alguns estudiosos questionam a autenticidade deste relato, uma vez que este é mencionado exclusivamente no Evangelho de Lucas, porém a International Standard Bible Encyclopedia julga que a passagem é coerente com o tema tratado no evangelho.
Herodes Antipas, um filho de Herodes o Grande, nasceu antes de 20 A.c e foi enviado ao exílio no verão de 39 D.c após uma disputa envolvendo Calígula e  Agrippa I, o neto de seu pai. Embora esse episódio forneça um amplo período de tempo para a morte de Jesus, ele está de acordo com outras estimativas que indicam que a morte de Jesus ocorreu antes de 39 D.c.

### Conversão de Paulo

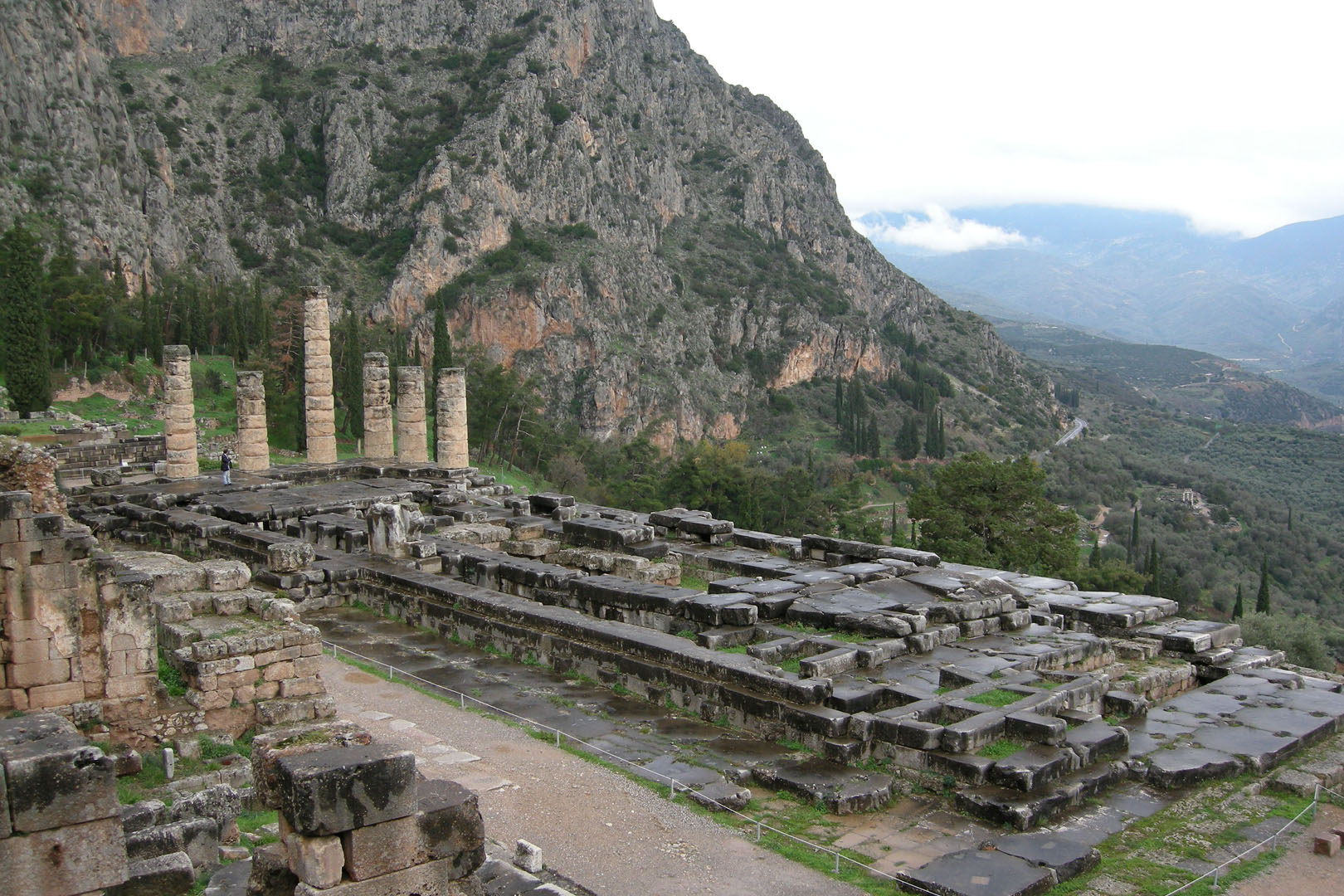
O Templo de Apolo em Delfos, Grécia, onde foi descoberta a Inscrição de Gálio no começo do século XX

Outra abordagem para determinar o limite máximo para o ano da morte de Jesus é estimada de acordo com a data da Conversão do Apóstolo Paulo, que de acordo com o Novo Testamento ocorreu pouco tempo depois da morte de Jesus. A conversão de Paulo é apresentada em ambas as Cartas de Paulo e nos Atos dos Apóstolos.
Na Primeira Epístola aos Coríntios (15:3-8), Paulo menciona sua conversão. Os Atos dos Apóstolos incluem três referências a sua experiência de conversão, em Acts 9, Acts 22 e Acts 26.
É possível determinar a data da conversão de Paulo, fazendo a regressão a partir do seu julgamento perante Julius Galio em Acaia, Grécia (Acts 18:12-17) por volta de 51-52 D.c, uma data que ganhou credibilidade histórica a partir da descoberta de quatro fragmentos de pedra em Delfos na Grécia, que faziam parte da Inscrição de Gálio.
A maioria dos historiadores calculam que Gálio (irmão de Seneca o Jovem) tornou-se Procônsul entre a primavera de 51 d.C. e o verão de 52 d.C., renunciando ao posto em 53 d.C.. No entanto, o julgamento de Paulo é comumente atribuído ao início do mandato de Galio, baseado na referência (Acts 18:2) de seu encontro no Corinto com Priscilla and Aquila, que recentemente tinham sido expulsos de Roma pelo Imperador Cláudio entre os anos 49-50 d.C..
Conforme o Novo Testamento, Paulo permaneceu dezoito meses em Corinto, aproximadamente, dezessete anos após sua conversão. Galatians 2:1-10 afirma que Paulo retornou a Jerusalém após sua conversão e várias missões (na época com Barnabás) como em Acts 11:25-26 e 2 Corinthians 11:23-33 aparecem no Livro dos Atos. A data mais comumente aceita para a conversão de Paulo é entre 33 a 36 D.c, estando a morte de Jesus antes deste intervalo.

### Análise astronômica
Uma abordagem possível para datar a morte de Jesus seria utilizar as evidências astronômicas para estabelecer as datas da Páscoa. A dificuldade aqui é que o calendário judaico não é baseado em cálculos astronômicas mas sim em observações. É possível estabelecer se a Lua estava visível em um determinado dia mas não se ela foi realmente avistada. De acordo com E. P. Sanders, não é possível recriar as condições atmosféricas locais de dois mil anos atrás: "a cronologia sinóptica não pode ser confirmada pela astronomia, mas também não pode ser desmentida". Todavia, alguns escritores como o astrônomo Colin Humphreys tentou confirmar a data da crucificação utilizando esse método, obtendo a data de 3 de abril de 33 ou 1 de abril de 33.

#### Método de Newton

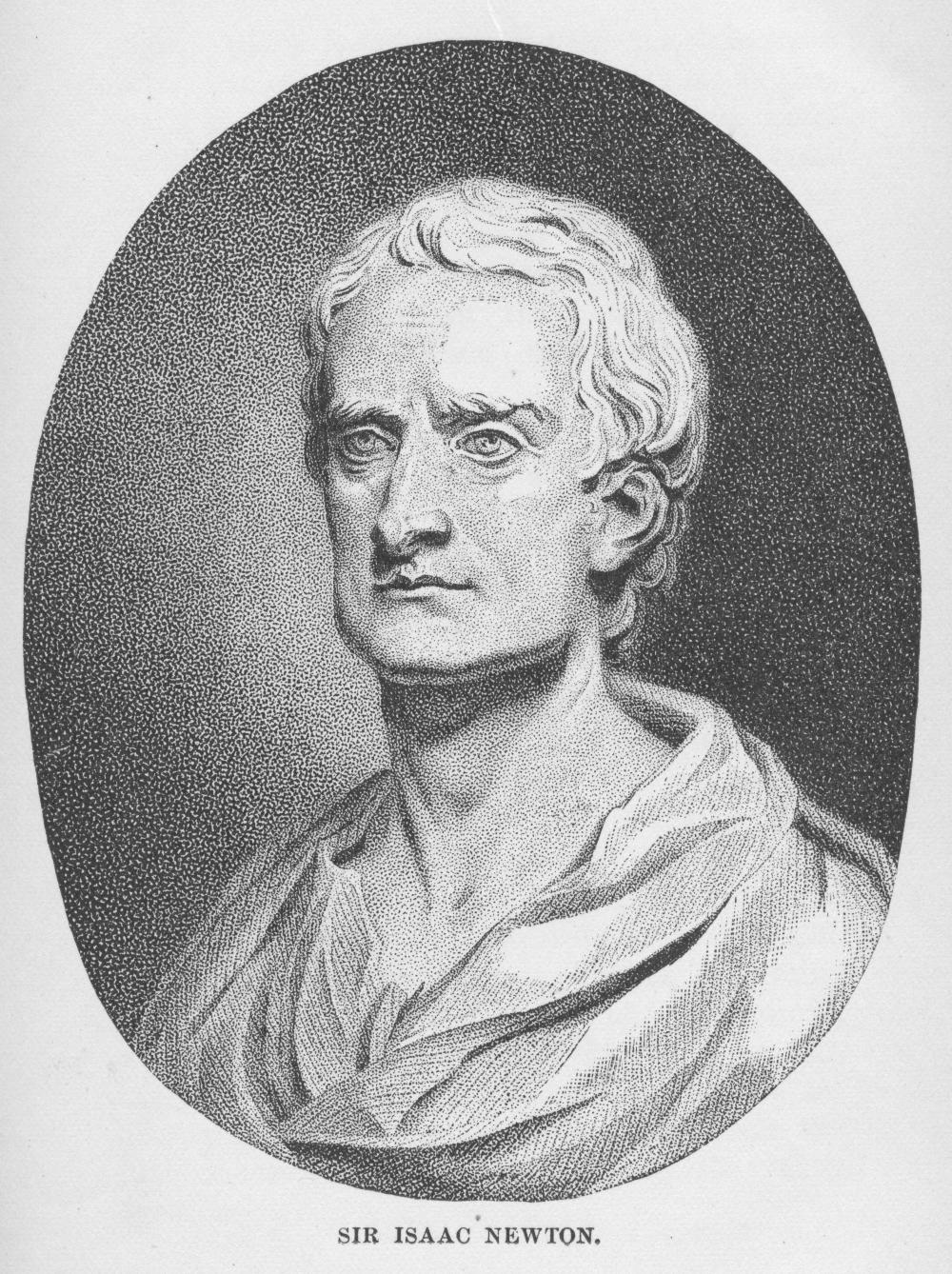
Isaac Newton

Em 1733, Isaac Newton calculou a data da crucificação pelo cálculo da visibilidade relativa do crescente da lua nova e concluiu que o evento teria acontecido em 23 de abril de 34 D.c.. Ele restringiu a probabilidade aos anos 33 e 34 d.C. e escolheu este último ano usando a "regra da postergação" do calendário Hebreu.
Outros cientistas utilizaram métodos similires, com a versão desenvolvida por J. K. Fotheringham virando padrão na metade do século XX. Fotheringham restringiu as possibilidades as datas de 7 de abril de 30 e 3 de abril de 33 e preferiu a última data com base na sua coincidência com um eclipse lunar. Em 1990 o astrônomo Bradley E. Schaefer, através de outro método parecido chegou a mesma data. J. P. Pratt também obteve a mesma conclusão, indicando ainda que a "regra da postergação" usada por Newton não fora utilizada desta vez.

#### Método do eclipse

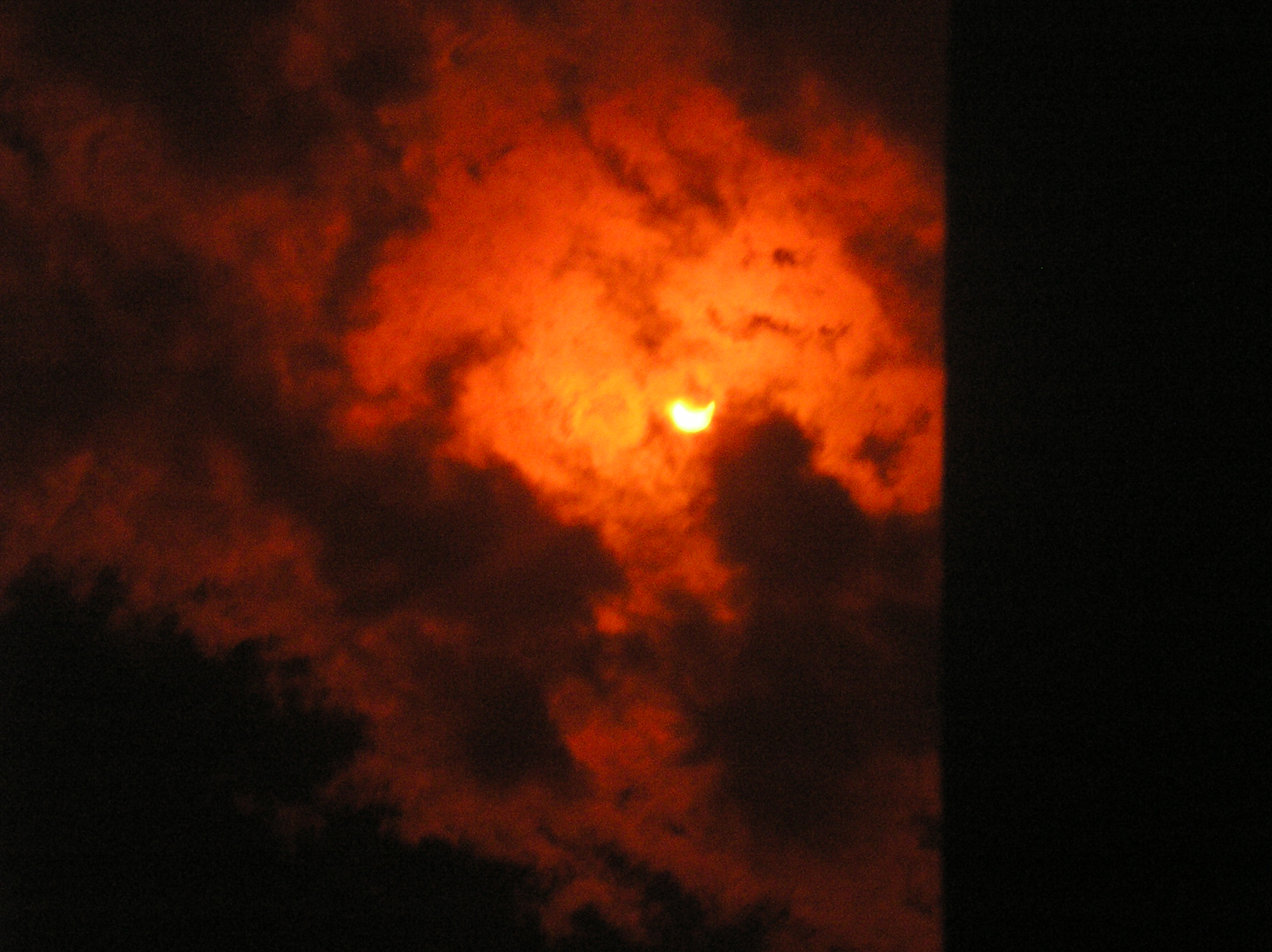
Um eclipse solar, agosto de 2008

Outro estudo envolve a referência nos Evangelhos Sinópticos ao período de escuridão sobre todo o mundo no dia da crucificação, começando por volta do meio dia ("a nona hora"). No entanto, historiadores modernos veem isso como um artifício literário comum entre os escritores antigos, em vez de uma descrição de um evento real, alguns escritores tentaram identificar algum fenômeno astronômico que poderia ter alguma relação com este acontecimento.
Pode ser que esse fenômeno não seja um eclipse solar, uma vez que este não poderia ocorrer durante a crucificação na Páscoa: eclipses solares somente ocorrem durante a fase nova da lua e o 14 de Nisan sempre corresponde a lua cheia. Além disso, um eclipse solar duraria cerca de uma hora para a Lua cobrir o Sol, com a cobertura total não durando mais do que quatro a seis minutos. Em 1983, os astrônomos Humphreys e Waddington concluíram que a referência atualmente fosse a um eclipse lunar, que pode durar poucas horas, com a cobertura total podendo chegar a uma hora de duração. Seus argumentos são baseados na especulação de que a referência no Evangelho de Lucas sobre o escurecimento do Sol fosse um "erro de escriba", uma afirmação que o historiador David Henige descreve como  'desprotegida' e 'indefensável'. O astrônomo Bradley indica que a lua eclipsada poderia não estar visível no momento do seu nascer.

### Dia da morte

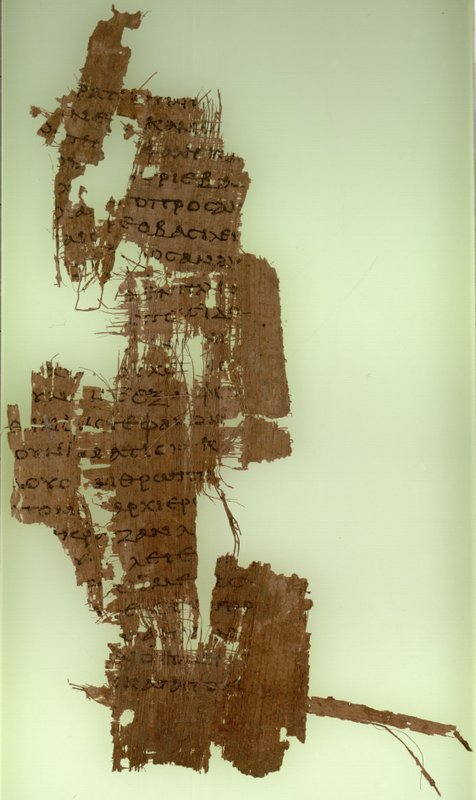
Um Papyrus 90 fragmento de John 19

Nos relatos dos evangelhos sinópticos, a Última Ceia aconteceu na primeira noite da Páscoa, que de acordo com o Torá a Páscoa aconteceu após o escurecer do 14 of Nisan. No entanto, no evangelho de João, o julgamento de Jesus ocorreu antes dos líderes judaicos comerem a ceia da páscoa e a sentença foi feita no dia da preparação da páscoa. João relata que a crucificação em 14 Nisan, uma vez que a lei ordena que o cordeiro deva ser sacrificado entre as 15:00 e as 17:00 e antes da meia noite do mesmo dia. Este entendimento se ajusta bem com a tipologia do Velho Testamento, onde Jesus entrou em Jerusalém para se identificar como o cordeiro pascal no 10 Nisan, foi crucificado e morto as 15:00 na tarde de 14 Nisan no mesmo momento que o sumo-sacerdote deveria sacrificar o cordeiro pascal e elevou ao antes do amanhecer de 16 Nisan, como uma espécie de oferta dos Primeiros Frutos.

É problemático conciliar a cronologia apresentada por João com as passagens sinópticas e a tradição de que a Última Ceia foi a Ceia da Páscoa, colocando a crucificação em 15 Nisan. Alguns historiadores tentam explicar a contradição postulando as diferenças em como os judeus pós-exílio reconheciam o tempo: para Jesus e seus discípulos, a Páscoa poderia ter começado no amanhecer da quinta-feira, enquanto que para os judeus tradicionais (seguindo Leviticus 23:5), ela não poderia começar até o anoitecer do mesmo dia.

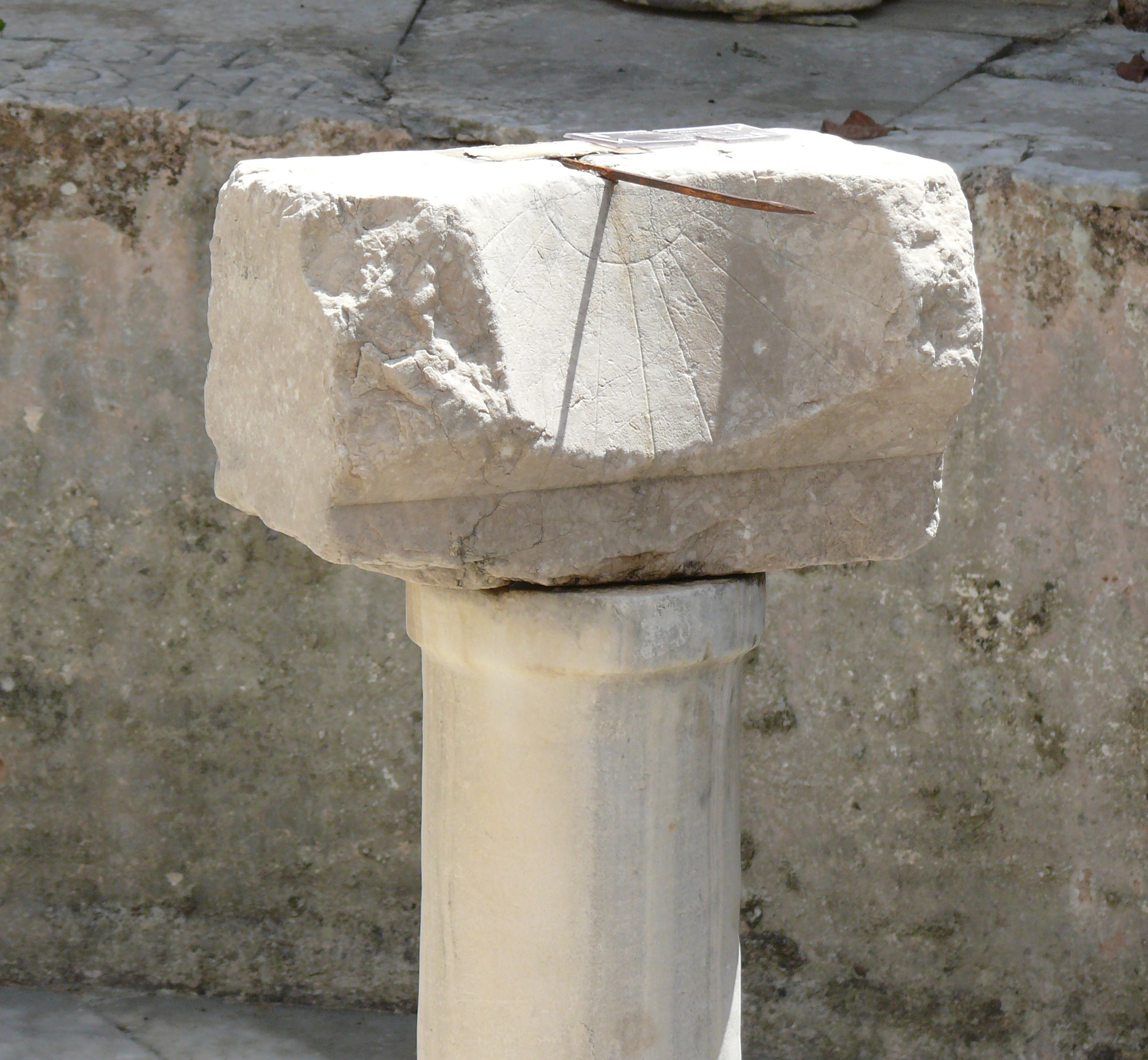
Um relógio de sol romano em um museu na Turquia

A estimativa da hora da morte de Jesus baseada nos relatos do Novo Testamento tem sido objeto de vários debates entre os estudiosos. A narrativa da paixão de Marcos mostra três horários diferentes: um primeiro momento a crucificação aconteceu na terceira hora (09:00) em Mark 15:25, a escuridão aparece na sexta hora (meio-dia) e a morte de Jesus na nona hora (15:00). No entanto, in John 19:14 Jesus ainda está na presença de Pilatos na sexta hora.
Alguns estudiosos apresentam argumentos para conciliar os relatos, embora Raymond E. Brown, revisando-os, concluiu que eles não podem ser facilmente conciliados. Alguns argumentam que a precisão moderna em marcar a hora do dia pode não ser a mesma dos relatos dos evangelhos, escritos quando não havia uma padronização nos horários ou registros exatos das horas e minutos. Andreas Köstenberger argumenta que as horas no século I eram frequentemente estimadas de acordo com a proximidade da terceira hora e a intenção do autor do evangelho de Marcos foi o de fornecer a configuração para as três horas de escuridão, enquanto o Evangelho de João visa sublinhar a duração do processo, a partir do início da manhã.
Em 1881, Brooke Foss Westcott sugeriu que os dois relatos poderiam ser conciliados assumindo que João seguia a prática romana de calcular o início do novo dia a meia noite, ao invés da tradição judaica, no entanto ele admite que isso não seria usual na época. Na época do Novo Testamento, os judeus consideravam o dia como começando no por do sol quando a precisão era necessária, mas por outro lado, para fins práticos, ao nascer do sol. O evangelista João em carta aos Gentis sugere que a escolha da forma romana de reconhecimento do tempo contando o dia a partir da meia noite. Alguns estudiosos afirmam que o reconhecimento dos romanos. William Barclay diz que a representação da morte de Jesus no Evangelho de joão é uma construção literária, colocando a crucificação no mesmo momento do dia da Páscoa quando deveria acontecer o sacrifício do cordeiro, retratando desta forma Jesus como o Cordeiro de Deus.